# Stig Rästa
Stig Rästa (Tallin, Estonia, 24 de febrero de 1980) es un cantante, compositor y productor discográfico estonio.
Entre 2002 y 2006 formó el grupo Slobodan River con Ithaka Maria y Tomi Rahula. Desde 2006 toca en Traffic y desde 2010 también en Outloudz.
En 2015 fue elegido para representar a Estonia, junto con Elina Born, en Festival de la Canción de Eurovisión 2015, con la canción Goodbye to Yesterday. A pesar de estar entre los favoritos para ganar, finalizaron en séptima posición.
En 2016, Stig fue uno de los compositores de "Play", la canción elegida para representar a Estonia en Festival de la Canción de Eurovisión 2016, interpretada por el joven Jüri Pootsmann.
En 2017, volvió a intentar acudir a Eurovisión, en este caso como compositor de "In or Out", propuesta de Elina Born, algo que no consiguió a pesar de figurar entre las favoritas para ser elegida representante del país.
En 2019, compuso el tema que representó a Estonia en el Festival de la Canción de Eurovisión 2019, Storm, siendo interpretada por Victor Crone.
En 2022 se volvió a acudir al Eesti Laul para representar a Estonia en el Festival de la Canción de Eurovisión 2022, con la canción "Interstellar", pero no logró ganar.